# モズスーパーフレア
モズスーパーフレア（欧字名:Mozu Superflare、2015年4月1日 - ）は、アメリカ合衆国生産、日本調教の競走馬。主な勝ち鞍は2019年のオーシャンステークス（GIII）。2020年の高松宮記念（GI）。

## 戦績

### デビュー前
2015年4月1日にアメリカ合衆国で誕生。2016年9月のキーンランド1歳馬セールでキャピタル・システムによって12万5000ドルで落札され、日本へ輸入された。

### 2歳（2017年）
栗東・音無秀孝厩舎に入厩。2017年8月19日の新馬戦（小倉芝1200m）を松若風馬の鞍上で逃げ切ってデビュー勝ちを飾ると、2戦目の小倉2歳ステークスでも1番人気に推されたが、7着に敗れた。これより2歳時は勝利を挙げられなかった。

### 3歳（2018年）
2戦目以降はしばらく控える競馬が続き結果が出ず、5戦目以降は4戦目のつわぶき賞まで騎乗を続けた松若風馬の騎乗がなくなり、主戦騎手といえる騎手が定まらない状態となるも6戦目の2018年3月の萌黄賞にて初騎乗した中谷雄太は新馬戦の映像を見て「逃げた方がいい」と判断し、スピードで押し切る競馬に切り替えて2勝目を挙げた。しかし次走のファルコンステークスでは結果を残せず、当競走を最後に中谷の騎乗はなくなった。その後、6月の函館では北村友一との初コンビで3勝目を挙げ、続く函館日刊スポーツ杯（1600万下）では控える競馬で11着に大敗するも、9月には武豊との初コンビでセプテンバーステークス（1600万下）を3馬身半差で圧勝しオープン入り、ここまでの4勝は全て異なる騎手が挙げたことになる。
オープン入り後の2戦は北村友一の鞍上により3着・2着と惜敗を続けこの年を終えた。

### 4歳（2019年）
古馬初戦のカーバンクルステークスでは武豊の鞍上単勝1.8倍の支持を集め、前半3ハロンを32秒8で飛ばして逃げ切り、オープン昇格後3戦目で初勝利。続くオーシャンステークスでは武豊が同日のチューリップ賞でシェーングランツに騎乗するため、クリストフ・ルメールと初コンビを組んだ。前走5キロの斤量差があったナックビーナスと同斤量になったことで人気を分け合うかたちとなったが、前半の3ハロンを32秒3という驚異的なペースで逃げ、そのままゴールまで押し切って初の重賞勝ちを飾った。次走の高松宮記念も武豊の鞍上で出走。重賞連勝中のダノンスマッシュに次ぐ2番人気に推されたが、いつものダッシュが見られず、直線では大きく後退して15着と惨敗を喫した。音無師は「本調子ではなかった。本来なら、きょうみたいな走りにはならないから。ローテーションもあっただろうし、調教もやり過ぎたかも」と語った。
高松宮記念以来5ヶ月ぶりの実戦となった北九州記念ではデビューから4戦目まで鞍上を務めた松若風馬の久々の騎乗にて前走比プラス26キロの馬体重で出走。これまでとは異なり3番手に控える競馬を選択したが、ラストは甘くなり4着に終わった。しかし、当競走以降、松若が主戦騎手となり引退までの14戦中12戦で鞍上を務める騎乗することとなった。実績のある中山コースに戻るスプリンターズステークスではダノンスマッシュ、タワーオブロンドンに次ぐ3番人気に支持される。前走の敗因は控えたことにあると考えた音無師は松若風馬に逃げ戦法を厳命。その指示通り、前半3ハロンを32秒8のペースで逃げ、直線でも粘り込みを図ったが、外から強襲したタワーオブロンドンに半馬身交わされて2着となった。
次走に選択した京阪杯では松山弘平が騎乗。楽な形でハナを切る事ができたうえ、前半34秒台で脚を溜められたが、4コーナーに入っても行き脚がつかず、直線で早々と各馬に交わされ8着に敗退した。

### 5歳（2020年）
5歳初戦は鞍上を松若風馬に戻し、シルクロードステークスに出走したが4着。続く高松宮記念は9番人気と前年の同競走より大きく人気は落としたが、スムーズにハナを切ると、直線でも脚が衰えることなく、クリノガウディーの1頭には差し切られたものの、グランアレグリアやタワーオブロンドンといった有力馬を抑え、2位で入線した。しかし、レース後の審議の結果クリノガウディーが4位に降着となった為、本馬が繰り上がりで優勝となり鞍上の松若風馬と共にGI初制覇となった。
昨年2着のスプリンターズステークスを目指し、前哨戦として前年と同じく北九州記念に出走。敢えてハンデ戦の北九州記念を選択したことについて、音無調教師は「レース間隔を考えてここからのスタートにしました」とコメントしている。56.5kgの重いハンデながら1番人気に推された同馬は、好スタートからすんなりハナを奪い自分の形に持ち込んだが、粘りきれず最後はレッドアンシェルに差されて2着となった。レース後、鞍上の松若は「久々の分でしょう。叩いて良くなると思います」とコメントした。
本番のスプリンターズステークスはグランアレグリアに次ぐ2番人気で出走、好スタートを切りハナに立つが、ビアンフェにマークされ前半3ハロンが32秒8というハイペースで逃げるも力尽き10着。春秋スプリント制覇とはならなかった。次走は初めてのダート戦となるJBCスプリントを選択、初ダートながら先手を取ると4着に入線し適性は示した。

### 6歳（2021年）
6歳初戦はシルクロードステークスを選択、鞍上は久々の北村友一でハンデ56.5㎏ながら1番人気に推されるが、直線バテてしまい、ブービーの17着と大敗する。鞍上を松若風馬に戻し連覇を狙った高松宮記念はマイペースで逃げるが、外から交わされ5着。連覇とはならなかった。5か月の休み明け、前年と同じく北九州記念に出走し、先手を取るが最後はヨカヨカとファストフォースに交わされ3着に敗れた。続くスプリンターズステークスは大外枠からスタートを決め、先手を取ったものの、直線で後続に交わされ5着に敗れた。その後、1年ぶりのダート戦となったJBCスプリントでは道中軽快に逃げ、最後の直線でレッドルゼルとサンライズノヴァに交わされるも3着と粘った。そして引退レースとなったカペラステークスに1番人気で出走、大外枠からハナを奪い逃げるも直線で一杯になり4着に敗れた。12月15日付で競走馬登録を抹消、引退後は北海道浦河町の谷川牧場で繁殖牝馬となる。

## 競走成績
以下の内容は、netkeiba.comの情報に基づく。
| 競走日     | 競馬場 | 競走名             | 格       | 距離（馬場）  | 頭 数 | 枠 番 | 馬 番 | オッズ （人気） | 着順 | タイム （上がり3F） | 着差 | 騎手        | 斤量 [kg] | 1着馬（2着馬）         | 馬体重 [kg] | 備考     |
| ---------- | ------ | ------------------ | -------- | ------------- | ----- | ----- | ----- | --------------- | ---- | ------------------- | ---- | ----------- | --------- | ---------------------- | ----------- | -------- |
| 2017.08.19 | 小倉   | 2歳新馬            |          | 芝1200m（良） | 13    | 7     | 11    | 001.70（1人）   | 01着 | R1:08.5（34.5）     | -0.1 | 0松若風馬   | 54        | （ジャスパープリンス） | 470         |          |
| 0000.09.03 | 小倉   | 小倉2歳S           | GIII     | 芝1200m（良） | 18    | 6     | 11    | 002.80（1人）   | 07着 | R1:09.4（36.1）     | -0.3 | 0松若風馬   | 54        | アサクサゲンキ         | 472         |          |
| 0000.11.03 | 京都   | ファンタジーS      | GIII     | 芝1400m（良） | 13    | 3     | 3     | 010.60（7人）   | 05着 | R1:23.2（34.8）     | -0.3 | 0松若風馬   | 54        | ベルーガ               | 472         |          |
| 0000.12.16 | 中京   | つわぶき賞         | 500万下  | 芝1400m（良） | 16    | 5     | 10    | 005.60（2人）   | 08着 | R1.23.4（34.5）     | -0.6 | 0松若風馬   | 54        | アンコールプリュ       | 472         |          |
| 2018.01.14 | 京都   | 紅梅S              | OP       | 芝1400m（良） | 9     | 5     | 5     | 017.60（6人）   | 06着 | R1.23.5（35.7）     | -0.8 | 0和田竜二   | 54        | モルトアレグロ         | 466         |          |
| 0000.03.04 | 小倉   | 萌黄賞             | 500万下  | 芝1200m（良） | 18    | 4     | 8     | 005.50（4人）   | 01着 | R1:08.3（35.4）     | -0.2 | 0中谷雄太   | 54        | （トゥラヴェスーラ）   | 482         |          |
| 0000.03.17 | 中京   | ファルコンS        | GIII     | 芝1400m（良） | 16    | 1     | 2     | 036.20（9人）   | 05着 | R1:22.4（35.8）     | -0.3 | 0中谷雄太   | 54        | ミスターメロディ       | 478         |          |
| 0000.06.16 | 函館   | HTB杯              | 1000万下 | 芝1200m（良） | 16    | 8     | 16    | 006.30（2人）   | 01着 | R1:07.9（34.9）     | -0.1 | 0北村友一   | 52        | （ディバインコード）   | 474         |          |
| 0000.07.21 | 函館   | 函館日刊スポーツ杯 | 1600万下 | 芝1200m（良） | 16    | 7     | 14    | 004.40（2人）   | 11着 | R1:09.4（34.8）     | -1.0 | 0丸山元気   | 52        | ダノンスマッシュ       | 472         |          |
| 0000.09.22 | 中山   | セプテンバーS      | 1600万下 | 芝1200m（稍） | 16    | 6     | 12    | 003.80（2人）   | 01着 | R1:07.0（33.8）     | -0.6 | 0武豊       | 52        | （アドマイヤナイト）   | 472         |          |
| 0000.10.07 | 京都   | オパールS          | OP       | 芝1200m（良） | 18    | 4     | 8     | 003.00（1人）   | 03着 | R1:08.5（35.1）     | -0.3 | 0北村友一   | 51        | アンヴァル             | 468         |          |
| 0000.12.02 | 中山   | ラピスラズリS      | OP       | 芝1200m（良） | 11    | 8     | 11    | 001.80（1人）   | 02着 | R1:08.1（34.1）     | -0.0 | 0北村友一   | 53        | ダイメイフジ           | 480         |          |
| 2019.01.05 | 中山   | カーバンクルS      | OP       | 芝1200m（良） | 16    | 6     | 12    | 001.70（1人）   | 01着 | R1:07.0（34.2）     | -0.2 | 0武豊       | 53        | （ナックビーナス）     | 488         |          |
| 0000.03.02 | 中山   | オーシャンS        | GIII     | 芝1200m（良） | 16    | 7     | 14    | 003.10（1人）   | 01着 | R1:07.1（34.8）     | -0.2 | 0C.ルメール | 54        | （ナックビーナス）     | 486         |          |
| 0000.03.24 | 中京   | 高松宮記念         | GI       | 芝1200m（良） | 18    | 7     | 15    | 004.10（2人）   | 15着 | R1:09.0（35.8）     | -1.7 | 0武豊       | 55        | ミスターメロディ       | 480         |          |
| 0000.08.18 | 小倉   | 北九州記念         | GIII     | 芝1200m（良） | 18    | 7     | 13    | 005.40（2人）   | 04着 | R1:08.5（35.6）     | -0.3 | 0松若風馬   | 55        | ダイメイプリンセス     | 506         |          |
| 0000.09.29 | 中山   | スプリンターズS    | GI       | 芝1200m（良） | 16    | 4     | 7     | 006.20（3人）   | 02着 | R1:07.2（34.4）     | -0.1 | 0松若風馬   | 55        | タワーオブロンドン     | 502         |          |
| 0000.11.24 | 京都   | 京阪杯             | GIII     | 芝1200m（良） | 18    | 7     | 14    | 002.70（1人）   | 08着 | R1:09.6（35.4）     | -0.8 | 0松山弘平   | 56        | ライトオンキュー       | 500         |          |
| 2020.02.02 | 京都   | シルクロードS      | GIII     | 芝1200m（良） | 18    | 2     | 3     | 005.10（2人）   | 04着 | R1.09.2（35.3）     | -0.2 | 0松若風馬   | 56        | アウィルアウェイ       | 494         |          |
| 0000.03.29 | 中京   | 高松宮記念         | GI       | 芝1200m（重） | 18    | 8     | 16    | 032.30（9人）   | 01着 | R1:08.7（34.5）     | -0.0 | 0松若風馬   | 55        | （グランアレグリア）   | 494         | [ 注 1 ] |
| 0000.08.23 | 小倉   | 北九州記念         | GIII     | 芝1200m（稍） | 18    | 5     | 10    | 003.90（1人）   | 02着 | R1:08.1（35.7）     | -0.3 | 0松若風馬   | 56.5      | レッドアンシェル       | 508         |          |
| 0000.10.04 | 中山   | スプリンターズS    | GI       | 芝1200m（良） | 16    | 1     | 2     | 003.90（2人）   | 10着 | R1:09.3（36.5）     | -1.0 | 0松若風馬   | 55        | グランアレグリア       | 502         |          |
| 0000.11.03 | 大井   | JBCスプリント      | JpnI     | ダ1200m（稍） | 16    | 1     | 2     | 005.90（4人）   | 04着 | R1:11.2（37.8）     | -0.5 | 0松若風馬   | 55        | サブノジュニア         | 495         |          |
| 2021.01.31 | 中京   | シルクロードS      | GIII     | 芝1200m（良） | 18    | 7     | 15    | 004.10（1人）   | 17着 | R1:09.7（36.0）     | -1.4 | 0北村友一   | 56.5      | シヴァージ             | 500         |          |
| 0000.03.28 | 中京   | 高松宮記念         | GI       | 芝1200m（重） | 18    | 2     | 4     | 013.50（6人）   | 05着 | R1:09.5（35.4）     | -0.3 | 0松若風馬   | 55        | ダノンスマッシュ       | 498         |          |
| 0000.08.22 | 小倉   | 北九州記念         | GIII     | 芝1200m（稍） | 18    | 6     | 12    | 005.80（2人）   | 03着 | R1:08.4（35.2）     | -0.2 | 0松若風馬   | 56.5      | ヨカヨカ               | 504         |          |
| 0000.10.03 | 中山   | スプリンターズS    | GI       | 芝1200m（良） | 16    | 8     | 16    | 015.30（5人）   | 05着 | R1:07.8（34.5）     | -0.7 | 0松若風馬   | 55        | ピクシーナイト         | 504         |          |
| 0000.11.03 | 金沢   | JBCスプリント      | JpnI     | ダ1400m（良） | 12    | 6     | 7     | 009.00（4人）   | 03着 | R1:25.3（36.7）     | -0.7 | 0松若風馬   | 55        | レッドルゼル           | 506         |          |
| 0000.12.12 | 中山   | カペラS            | GIII     | ダ1200m（良） | 16    | 8     | 16    | 003.90（1人）   | 04着 | R1:10.0（37.2）     | -0.5 | 0松若風馬   | 56        | ダンシングプリンス     | 494         |          |

## 繁殖成績
|       | 馬名                     | 生年   | 性 | 毛色 | 父             | 馬主                 | 厩舎           | 戦績           |
| ----- | ------------------------ | ------ | -- | ---- | -------------- | -------------------- | -------------- | -------------- |
| 初仔  | モズエムブイピー         | 2023年 | 牡 | 鹿毛 | グランプリボス | キャピタル・システム | 栗東・矢作芳人 | （デビュー前） |
| 2番仔 | モズスーパーフレアの2024 | 2024年 | 牡 | 栗毛 | モズアスコット |                      |                |                |

- 2025年4月11日現在

## 血統表
| モズスーパーフレアの血統         | モズスーパーフレアの血統                                                                                       | モズスーパーフレアの血統                                                                                       | （血統表の出典）                                                                                               | （血統表の出典） |
| 父系                             | ミスタープロスペクター系                                                                                       | ミスタープロスペクター系                                                                                       | ミスタープロスペクター系                                                                                       | [ § 2 ]          |
| 父 Speightstown 1998 栗毛        | 父の父Gone West 1984 鹿毛                                                                                      | Mr. Prospector                                                                                                 | Raise a Native                                                                                                 | Raise a Native   |
| 父 Speightstown 1998 栗毛        | 父の父Gone West 1984 鹿毛                                                                                      | Mr. Prospector                                                                                                 | Gold Digger |                  |
| 父 Speightstown 1998 栗毛        | 父の父Gone West 1984 鹿毛                                                                                      | Secrettame | Secretariat | Secretariat      |
| 父 Speightstown 1998 栗毛        | 父の父Gone West 1984 鹿毛                                                                                      | Secrettame | Tamerett |                  |
| 父 Speightstown 1998 栗毛        | 父の母Silken Cat 1993 栗毛                                                                                     | Storm Cat | Storm Bird | Storm Bird       |
| 父 Speightstown 1998 栗毛        | 父の母Silken Cat 1993 栗毛                                                                                     | Storm Cat | Terlingua |                  |
| 父 Speightstown 1998 栗毛        | 父の母Silken Cat 1993 栗毛                                                                                     | Silken Doll | Chieftain | Chieftain        |
| 父 Speightstown 1998 栗毛        | 父の母Silken Cat 1993 栗毛                                                                                     | Silken Doll | Insilca |                  |
| 母 Christies Treasureh 2004 栗毛 | 母の父Belong to Me 1989 黒鹿毛                                                                                 | Danzig | Northern Dancer                                                                                                | Northern Dancer  |
| 母 Christies Treasureh 2004 栗毛 | 母の父Belong to Me 1989 黒鹿毛                                                                                 | Danzig | Pas de Nom |                  |
| 母 Christies Treasureh 2004 栗毛 | 母の父Belong to Me 1989 黒鹿毛                                                                                 | Belonging | Exclusive Native                                                                                               | Exclusive Native |
| 母 Christies Treasureh 2004 栗毛 | 母の父Belong to Me 1989 黒鹿毛                                                                                 | Belonging | Straight Deal                                                                                                  |                  |
| 母 Christies Treasureh 2004 栗毛 | 母の母Roses At Sunset 1996 黒鹿毛                                                                              | Valid Appeal                                                                                                   | In Reality | In Reality       |
| 母 Christies Treasureh 2004 栗毛 | 母の母Roses At Sunset 1996 黒鹿毛                                                                              | Valid Appeal                                                                                                   | Desert Trial                                                                                                   |                  |
| 母 Christies Treasureh 2004 栗毛 | 母の母Roses At Sunset 1996 黒鹿毛                                                                              | Bid Gal | Bold Bidder | Bold Bidder      |
| 母 Christies Treasureh 2004 栗毛 | 母の母Roses At Sunset 1996 黒鹿毛                                                                              | Bid Gal | Nowmepache |                  |
| 母系(F-No.)                      | 14号族(FN:14-b)                                                                                                | 14号族(FN:14-b)                                                                                                | 14号族(FN:14-b)                                                                                                | [ § 3 ]          |
| 5代内の近親交配                  | Raise a Native 4×5＝9.38%、Northern Dancer 5×4＝9.38%、Bold Ruler 5･5×5＝9.38%、Secretariat 4･5（父内）＝9.38% | Raise a Native 4×5＝9.38%、Northern Dancer 5×4＝9.38%、Bold Ruler 5･5×5＝9.38%、Secretariat 4･5（父内）＝9.38% | Raise a Native 4×5＝9.38%、Northern Dancer 5×4＝9.38%、Bold Ruler 5･5×5＝9.38%、Secretariat 4･5（父内）＝9.38% | [ § 4 ]          |
| 出典                             | 1. 2. 3. 4. | 1. 2. 3. 4. | 1. 2. 3. 4. | 1. 2. 3. 4.      |